# Firgas
Firgas és un municipi situat al nord de l'illa de Gran Canària, a les illes Canàries. Està format pels barris de Buenlugar, La Cruz, Los Lomitos, El Risco, Acebuche, La Caldera, Casablanca, Quintanilla, Rosales, Cambalud, Trapiche, Barranco de Las Madres, San Antón i Zumacal. Originàriament, Firgas era coneguda pels guanxes amb el nom d'Afurgad (Talaia). Més tard, ja en el segle xvi, apareix el nom de Firgas de Afurgad.

## Llocs d'interès
Entre els seus llocs d'interès turístic destaca el barranc de les Mil Fuentes i l'església parroquial, el Molí de farina i gofio, i un patrimoni natural en estar enclavat en el centre del Parc Natural Monte Doramas, a més de jaciments arqueològics datats entre els més antics de l'illa. D'interès turístic també és el casc de la Vila, amb una plaça i una font en cascada que ocupa un dels seus escarpats carrers on es poden observar mosaics portats de Sevilla amb estampes de les Illes Canàries i dels 21 municipis de l'illa de Gran Canària. En el 2006 es va reobrir L'Hostal en la muntanya de Firgas que va haver de ser remodelat en ser abandonat en la dècada dels 80 per filtracions d'aigües i dolenta qualitat dels materials.

## Economia
La principal riquesa de Firgas és l'hostaleria amb diversos asaderos en La Cruz, El Risco i La Caldera. També l'agricultura, destacant els cultius de plàtans, papes (patates) i hortalisses. En el municipi es troba un balneari i una fàbrica embotelladora d'aigua que duu el mateix nom que la localitat aigües mineromedicinals coneguda en l'arxipèlag.

## Festivitats
En el mes d'agost, Firgas celebra la festivitat del seu sant Patró San Roque, festes en la qual destaquen la "Portada del Pal" la finalitat del qual és festejar el port d'un pòster de fusta i alçar la bandera del patró San Roque, després d'haver dut el Pal per tots els carrers del poble enmig de l'algaravia i la música de xaranga. Un altre acte és la romiatge-ofrena en la qual cada barri i els romanís en general, construïxen les seves carretes que omplin de tipisme i ofrenes que són lliurades als peus del sant patró per a ajudar els més necessitats. La Vila de Firgas compta amb grups culturals entre els quals destaca la Societat Liceu de Firgas que en 2007 va complir el seu 75 aniversari. També Firgas posseeix col·lectius musicals com són el Patronat Escola de Música de Firgas, la Coral de la Vila de Firgas. En música folklòrica va comptar amb el grup Los Berreros i actualment amb el grup la Parranda de Firgas i el cos de ball "Miguel Gil"; als carnavals destaca la murga Los Relinchones Endiablados, participant anual en el carnaval de Las Palmas de Gran Canària.

## Evolució de la població
| Any  | Població | Densitat   |
| ---- | -------- | ---------- |
| 1991 | 5,735    | -          |
| 1996 | 6,526    | -          |
| 2001 | 6,865    | 429.06/km² |
| 2002 | 6,927    | -          |
| 2003 | 7,023    | 455.34/km² |
| 2004 | 7,060    | 479.62/km² |